# Deedra Irwin
Deedra Irwin (ur. 27 maja 1992 w Pulaskim) – amerykańska biathlonistka, olimpijka z Pekinu 2022.

## Osiągnięcia

### Zimowe igrzyska olimpijskie
| Rok  | Miejscowość | Konkurencje | Konkurencje | Konkurencje | Konkurencje | Konkurencje | Konkurencje | Konkurencje |
| Rok  | Miejscowość | IN          | SP          | PU          | MS          | RL          | MR          | SR          |
| ---- | ----------- | ----------- | ----------- | ----------- | ----------- | ----------- | ----------- | ----------- |
| 2022 | Pekin       | 7.          | 37.         | 47.         | 23.         | 11.         | –           | nd.         |

### Mistrzostwa świata
| Rok  | Miejscowość | Konkurencje | Konkurencje | Konkurencje | Konkurencje | Konkurencje | Konkurencje | Konkurencje |
| Rok  | Miejscowość | IN          | SP          | PU          | MS          | RL          | MR          | SR          |
| ---- | ----------- | ----------- | ----------- | ----------- | ----------- | ----------- | ----------- | ----------- |
| 2021 | Pokljuka    | –           | 51.         | 45.         | –           | 13.         | –           | –           |
| 2023 | Oberhof     | 20.         | 55.         | 57.         | –           | 15.         | 13.         | 11.         |
| 2024 | Nové Město  | 11.         | 39.         | 46.         | –           | 21.         | 11.         | 7.          |
| 2025 | Lenzerheide | 29.         | 63.         | –           | –           | 19.         | 19.         | 16.         |

### Puchar Świata

#### Miejsca w klasyfikacji generalnej
| Sezon     | Miejsce |
| --------- | ------- |
| 2021/2022 | 58.     |
| 2022/2023 | 58.     |
| 2023/2024 | 38.     |
| 2024/2025 | 53.     |